# Велика сеоба (јужна Африка)
Велика сеоба (енгл. Great Trek, афр. Groot Trek, хол. Grote Trek), сеоба Бура из Капске колоније, незадовољних британским колонијалним властима, у унутрашњост јужне Африке (1834—1842), где су основали државе Натал, Слободна Држава Орање и Трансвал.

## Позадина
До доласка Европљана, јужну Африку насељавала су разједињена племена из групе народа Банту, која су живела од примитивне (мотичне) земљорадње и полуномадског сточарства. На путу за Индију (1497) Васко де Гама открио је источну обалу јужне Африке и назвао је лат. Terra Natalis. Холандска источноиндијска компанија учврстила се у области Рта добре наде 1652. године, а 1689. на обалском подручју Натала, где ствара своја упоришта и трговачка насеља, док бројни колонисти из Холандије (Бури) и Француске (протерани Хугеноти) у обалном подручју стварају простране фарме на којима као робови раде локални домороци, које колонисти називају заједничким именом Кафери. Међутим, Капска колонија пала је под британску власт после Наполеонових ратова, Париским миром (1814), док су прве британске колоније у Дербенском заливу, на јужној обали Натала, формиране већ 1824. Британске колоније почеле су да се шире у унутрашњост континента, намећући своју власт локалним Бурима и домороцима.
За то време, сродна Банту племена у североисточном Наталу ујединила су се под вођством поглавице Шаке (1818—1828) и формирала нацију Зулу, која је створила најмоћнију локалну афричку краљевину.

## Велика сеоба
Бури из Капске Колоније, незадовољни британском колонијалном управом, а нарочито укидањем ропства, селе се 1835—1838. у унутрашњост према северу и истоку и оснивају своје државе Натал, Трансвал и Слободна Држава Орање. Овај догађај познат је у историји као Велика сеоба (хол. Voortrek), а њени учесници као бурски пионири или фортрекери. Током сеобе Бури су савлађивали снажан отпор домородаца (Кафера) и државе Зулу.

## Последице

### Бурско-зулски рат
Ширење бурских колониста у Натал довело је до више сукоба са Зулуима, чијег поглавицу Дингана су одлучујуће победили 16. децембра 1838. у бици на Блад Риверу (Крвавој реци).

### Натал
Иако су формирали три независне државе, Бури овом сеобом нису успели да се за дуже време ослободе од британске власти. Велика Британија је већ 1843. анектирала већи део Натала и прикључила га Капској колонији, што је подстакло миграцију наталских Бура у Трансвал. Племена Зулу су сачувала своју независност. Велика Британија је признала њиховог краља Кечваја (1872—1879). Анектирани део Натала постао је 1856. посебна британска колонија. После анексије бурског Трансвала (1877) Велика Британија је почела припреме за освајање земље Зулуа, што је кулминирало у Англо-Зулу рату (1879).

### Трансвал
Сендриверском конвенцијом (енгл. Sand River Convention) од 17. јануара 1852, Британци су признали независност Трансвала. Уједињењем Потхфеструма (хол. Potchefstroom). Преторије и и Рестенберха (хол. Rustenburg), бурски вођа Мартинус Преторијус прогласио је 1856. Јужноафричку Републику. Две године касније донет је сегрегациони устав, са демократским правима за све бурске становнике, док се домороци легално лишени свих политичких и имовинских права и подвргнути суровој експолоатацији. Преторијус је безуспешно покушао да уједини Орање и Трансвал, што је изазвало побуне и грађански рат у Трансвалу. Искористивши то, Велика Британија је 12. априла 1877. анектирала Трансвал, изазвавши још веће незадовољство Бура које је кулминирало у устанку 1880 (Први бурски рат).

### Орање
На територији новоосноване Слободне Државе Орање бурски колонисти су се суочили са снажним отпором народа Басуто. Велика Британија је 1848. окупирала Орање и претворила га у своју колонију (енгл. Orange River Sovereignty). Због сталних сукоба са домороцима и потребе да се држе јаке окупационе снаге, Британци су већ 1852. напустили Орање, а уговором у Блумфонтејну (23. фебруара 1854) предали су власт Бурима. У новој бурској републици домороцима нису дата политичка права. По стицању независности, бури из Орања су дуготрајним борбама савладали отпор државе Bасуто до 1867. Владар Басута Мошушу обратио се за помоћ Великој Британији, која је то искористила и 1868. анектирала већи део Басута, док је област северно од реке Орање и западно од Келидона уступила Орању. После откривања златних и дијамантских поља у близини реке Вал (1867), дошло је 1870—1871. до сукоба око те области између Орања, Капске колоније и Трансвала. Спорна територија је уступљена арбитражом од 27. октобра 1871. новоствореној колонији Гриквалант-Вес (хол. Griekwaland-Wes), који је 1880. припојен Капској колонији. Слободна Држава Орање сачувала је независност све до Другог бурског рата (1900).